# 赤坂真理
赤坂 真理（あかさか まり、1964年5月13日 - ）は、日本の小説家。

## 来歴
東京都杉並区高円寺出身。吉祥女子高等学校、慶應義塾大学法学部政治学科卒業。ボンデージファッションと思想の雑誌「SALE2（セール・セカンド）」の編集長をつとめる。
1995年、「起爆者」で小説家デビュー。1999年、『ヴァイブレータ』が第120回芥川賞（1998年下半期）の候補となる。2000年、『ミューズ』が第122回芥川賞（1999年下半期）の候補となる。『ミューズ』、第22回野間文芸新人賞受賞。2003年、『ヴァイブレータ』は廣木隆一監督、荒井晴彦脚本、寺島しのぶ主演で映画化された。2012年、『東京プリズン』により第66回毎日出版文化賞、第16回司馬遼太郎賞受賞。2013年、同作により第23回紫式部文学賞受賞。
現在、文化学院総合芸術学科文芸コース講師を務める。法政大学客員教授（日本文学）でもある。作家のエージェント会社 株式会社アップルシード・エージェンシー契約作家。

## 作品リスト

### 小説
- 『蝶の皮膚の下』（1997年、河出書房新社、のち文庫）
- 『ヴァイブレータ』（1999年、講談社、のち文庫）
  - 初出:『群像』1998年12月号
- 『ヴァニーユ』（1999年、新潮社 / 『ヴォイセズ/ヴァニーユ』講談社文庫）

（ヴァニーユ、白い脂の果実、ヴォイセズ）
- 『コーリング』（1999年、河出書房新社、のち講談社文庫）

（コーリング、最大幅七ミリ、起爆者、フィギュアズ、水の膚、雨）
- 『ミューズ』（2000年、文藝春秋、のち講談社文庫）

初出:『文學界』1999年12月号
- 『彼が彼女の女だった頃』（2003年、講談社）
  - 幻の軍隊
  - 旅をする者
  - 桃
  - 響き線（『群像』2003年1月号）
  - 僕が眠りにつくときに
  - 黄泉への道
  - 接続体
  - 原形質の甘い水（『群像』2000年6月号）
  - 彼が彼女の女だった頃
- 『太陽の涙』（2008年、岩波書店）
- 『東京プリズン』（2012年、河出書房新社 のち文庫）
- 『箱の中の天皇』（2019年、河出書房新社）
- 『愛と性と存在のはなし』 (2020年)

### 評論など
- 『ボンデージ・ファッション』（1991年、大類信共編著、二見文庫）
- 『ボンデージ・コミックス』（1992年、大類信共編著、二見文庫）
- 『肉体と読書』（2005年、講談社）
- 『モテたい理由　男の受難・女の業』（2007年、講談社現代新書）
- 『愛と暴力の戦後とその後』（2014年、講談社現代新書）
- 『日本の反知性主義』（2015年、内田樹・高橋源一郎ほか共著、晶文社）

#### 単行本未収録作品
- スリーパーズ（『野性時代』2005年11月号 - 2007年9月号）

## その他
- 2015年に信濃毎日新聞に連載したエッセイ「現代につむぐ神話」において、伊藤博文について取り上げた。その際、ロシアが利権を持っていた東清鉄道の駅であるハルビン駅で暗殺された伊藤博文について、２度にわたり「植民地で殺された」と記載し、そのことが評価を難しくしているとした[3][4]。後日、「朝鮮半島の独立運動家に暗殺されたという最期が、評価をむずかしくしている」に訂正された。